# Ladislav Neapeljski
Ladislav Neapeljski (italijansko Ladislao, madžarsko László, hrvaško Ladislav) imenovan Velikodušni je bil od leta 1386 do svoje smrti neapeljski kralj in neuspešen kandidat za kralja Ogrske in Hrvaške, * 15. februar 1377, † 6. avgust 1414. 
Bil je spreten politični in vojaški voditelj in zaščitnik papeža Inocenca VII., po drugi strani pa si je prislužil slab sloves zaradi svojega osebnega življenja. Izkoristil je nered po vsej Italiji in na ta račun močno razširil svoje kraljestvo in oblast. Prilastil si je velik del Papeške države in bil zadnji moški iz kapetske hiše Anjou. 

## Življenje

### Mladost
Ladislav je bil rojen v Neaplju 15. februarja 1377 med vladavino njegove stare tete, kraljice Ivane I. Neapeljske. Bil je sin Karla in Marjete Draške. Oba sta bila člana kapetske hiše Anjou. Njegovi starši, ki so leta živeli na dvoru svojega sorodnika, ogrskega kralja Ludvika I., so ga poimenovali po ogrskem kralju, svetem Ladislavu I. Leta 1379 je njegov oče napovedal vojno Ivani in se razglasil za kralja Neapeljskega kraljestva. Margereta  je v strahu, da jo bo Ivana vzela za talca, s podporo papeža Urbana VI. z Ladislavom Ladislavom pobegnila v svoj grad v Morcone. V Neapelj sta se  vrnila 11. septembra 1381, potem ko je Karel premagal Ivano. 5. novembra 1381 je Karel Ladislavu podelil vojvodino Kalabrijo, ki je bila tradicionalno v domeni aktualnega dediča neapeljske krone.
Ladislav je postal neapeljski kralj leta 1386, star devet let, potem ko je bil njegov oče umorjen v borbah za ogrski prestol. Vladal je pod regentstvom svoje matere. V tistem času se je v kraljestvu dogajal upor baronov, ki ga je spodbudil papež Urban VI. Obstajala je tudi nevarnost francoske invazije, saj je leta 1385 papež neapeljski prestol dodelil Ludviku II. Anžujskemu, grofu Provanse. Urban VI. ni hotel priznati Ladislava in je leta 1387 sklical križarsko vojno proti njemu. Margareta in njen sin sta takrat obvladovala le Neapelj in njegovo okolico. Ko so v mestu izbruhnili nemiri, sta pobegnila v trdnjavo Gaeta, potem pa je Neapelj zasedla anžujska vojska pod poveljstvom Otona Brunsviškega, vdovca Ivane I. Neapeljske.
Leta 1389 je novi papež Bonifacij IX. priznal Ladislava za neapeljskega kralja, vendar mu je prepovedal združitev Neaplja z njegovimi družinskimi posestmi v Nemčiji in Italiji. V Gaeti se je Ladislav poročil s Konstanco Chiaramonte, hčerko močnega siciliskega barona Manfreda Chiaramonteja. Po nekaj letih je bila zakonska zveza razveljavljena. 
Leta 1390 je nadškof Arlesa Ladislava zastrupil. Ladislav je poskus umora preživel, a je potem jecljal in je bil prisiljen pogosto počivati. Še istega leta je Ludvik II. napadel Neapelj in začel devetletno vojno z Ladislavom. Ladislav je Ludvikov nadzor omejil na mesto Neapelj in Otrantsko deželo in leta 1399, medtem ko se je Ludvik bojeval proti grofu Lecceju, s podporo več močnih baronov kraljestva, vključno z Raimondom Del Balzom Orsinijem, ponovno pridobil mesto Neapelj. Ludvik Anžujski se je nato odločil vrniti v Provanso. Ladislav je leto 1400 preživel v podrejanju Onorata Caetanija, grofa Fondija, in zatiranje zadnjih uporov v Abrucih in Apuliji.

### Zahteva po Ogrski
Leta 1401 se je Ladislav poročil z Marijo Lusignansko, hčerko ciprskega kralja Jakoba I. V Neapelj je prišla leta 1402. V istem obdobju je Ladislav poskušal obnoviti anžujsko oblast na Ogrskem in Hrvaškem, kjer so nekateri plemiči nasprotovali aktualnemu kralju Sigismundu. Med letoma 1403 in 1414 je naročil slikanje cikla slik  Legende o svetem Ladislavu v cerkvi Santa Maria dell'Incoronata v Neaplju. Na teh slikah je upodobljen ogrski kralj, ki prejema kraljevo krono, se bori proti poganom in prejema krono Hrvaške. Kult svetega Ladislava in drugih ogrskih kraljev je bil v Neaplju in drugih italijanskih regijah že od druge polovice 13. stoletja prisoten po zaslugi Marije Ogrske, poročene s Karlom II. Neapeljskim.
Ladislav, ki se je imel za naslednika ogrskih kraljev, je večkrat poskušal pridobiti ogrsko krono. Razglasil se je tudi za vojvodo Slavonije, do katere ni imel nobene pravice. Najprej je sklenil pogodbo z Beneško republiko, kateri je odstopil otok Krf. S tem je dobil pravico do proste plovbe po Jadranskem morju in se z delno podporo papeža 19. julija 1403 izkrcal v Zadru. 5. avgusta 1403 ga je med bivanjem v Zadru esztergomski nadškof János Kanizsai v prisotnosti papeškega legata, kardinala Angela Acciajuolija, okronal za kralja Ogrske in Hrvaške. Ladislavova vladavina na Hrvaškem in Ogrskem nikoli ni segala preko meja Dalmacije. Bil je nedejaven vldar in se je vrnil v Apulijo, njegova oblast v Dalmaciji pa je ostala omejena le na mesto Zadar.   

### Osvojitev srednje Italije
V želji po ugledu in moči svojega cesarskega predhodnika v južni Italiji, Friderika II., cesarja Svetega rimskega cesarstva in kralja Sicilije, je bil Ladislav odločen osvojiti osrednjo Italijo in razširiti svojo oblast v Toskano in še dlje proti severu. Oblast je poskušal utrditi tudi na račun baronov in poskrbel za umore več članov družine Sanseverino, da bi dosegel svoje cilje. Leta 1405 je ponovno odšel v Rim. Ko so mu nekateri plemiči ponudili oblast nad mestom, ga je papež 9. januarja 1406 odstavil s položaja neapeljskega kralja. Papež je tudi spodbudil Rajmonda Del Balza Orsinija k uporu, a je Orsini kmalu zatem umrl. Upor je nadaljevala njegova žena Marija Enghienska in spomladi 1406 uspešno branila Taranto med dvomesečnim Ladislavovim obleganjem. Ni se predala niti potem, ko sta Ladislav in papež julija podpisala mirovni sporazum, s katerim je Ladislav postal zaščitnik papeške države. V začetku leta 1407 je Ladislav ponovno prišel v Taranto, tokrat z diplomatskimi nameni: ker mu je leta 1404 umrla druga žena, je težave s Tarantom rešil tako, da se je 23. aprila 1407 poročil z Marijo Enghiensko. 
Leta 1407 je poskušal izkoristiti šibko osebnost novega papeža Gregorja XII. in vdrl v Papeško državo ter osvojil Ascoli Piceno in Fermo. Leta 1408 je oblegal Ostio, da bi preprečil uspeh francoske stranke v razkolu med Gregorjem XII. in protipapežem Benediktom XIII. Po krajšem obleganju je s podkupovanjem papeškega poveljnika mesta Paola Orsinija zavzel mesto in 25. aprila vstopil v Rim. Kasneje je pod njegovo oblast prišla tudi Perugia. 
Leta 1409 je svoje pravice do Dalmacije prodal Benetkam za 100.000 dukatov, s katerimi je poskušal pridobiti zaveznike v prihajajoči vojni proti Firenški republiki. S pomočjo zaveznikov je vdrl v Toskano in  zavzel Cortono in otok Elba. Firence so najele kondotjerja Braccia da Montoneja, ki je premagal Ladislava in ga prisilil k umiku. Ladislav kljub temu ni opustil svojih ciljev v severni Italiji.
V strahu pred njegovimi cilji so se proti njemu povezali Sienska in Firenška republika ter močni kardinal Baltazar Cossa. Protipapež Aleksander V. ga je izobčil in poklical Ludvika II., naj osvoji Neapelj. Ludvik je prispel konec julija 1409 s 1500 konjeniki in bil obdarjen z neapeljsko krono. Zavezniške čete pod poveljstvom Muzia Attendola, Braccia da Montoneja in drugih kondotjerjev so vdrle na papeška ozemlja pod Ladislavovo oblastjo in napredovale proti Rimu. Orsini, ki naj bi v Ladislavovem imenu branil mesto, je z 2000 možmi prebegnil na nasprotno stran. Napadalci so kljub temu zavzeli le Vatikan in četrt Trastevere. Kardinal Cossa in Ludvik sta obleganje prepustila svojim kondotjerom in se preselila v severno Italijo in Provanso v iskanju dodatne podpore. 
Ladislav je leta 1410  izkoristil protifrancoski upor v Genovi in pridobil podporo tega mesta. Rim je padel 2. januarja, zavezniki pa drugih vidnejših rezultatov niso dosegli. 16. ali 17. maja so Ludvikovo ladjevje, ki je prevažalo nove čete iz Provanse, pred toskansko obalo prestregli in delno uničili Genovežani. Ludvik je izgubil 6000 mož in zaklad v vrednosti 600.000 dukatov, ki je padel v Ladislavove roke. Papež Aleksander je medtem umrl. Nasledil ga je sam Cossa kot Janez XXIII., ki je razglasil križarsko vojno proti Ladislavu in dovolil prodajo odpustkov za njeno financiranje. Proti prodaji odpustkov je bil celo češki reformist Jan Hus, ki je bil zaradi svojih idej na Konstanškem koncilu sežgan na grmadi. 
Zaradi počasnega ukrepanja svoje zavezniške vojske so Firenčani in Sienčani sprejeli mir z Ladislavom, za katerega so se morali odpovedati nekaterim toskanskim ozemljem, ki jih je osvojil Ladislav. Ludvik je nadaljeval vojno in 19. maja 1411 pri Roccasecci razbil neapeljsko vojsko, Ladislavove obrambne črte pri San Germanu pa mu kljub temu ni uspelo prebiti. Ludvik se je nato vrnil v Rim in od tam v Provanso, kjer je  šest let pozneje umrl. Leta 1412 so razmere za Ladislava postale bolj ugodne. Njegov kondotjer je osvojil del Ankonske marke, 14. junija 1412 pa je bil podpisan mir, s katerim je protipapež Ladislavu plačal 75.000 forintov, mu podelil neapeljsko krono in ga imenoval za gonfalonirja Cerkve. Ladislav je obljubil, da bo opustil preganjanje Gregorja XII., ki je bil izgnan iz Gaete in se preselil v Rimini. 

### Zadnje kampanje in smrt
Mir je bil le sredstvo za pridobivanje časa tako za Janeza XXIII., ki ni hotel plačati 75.000 florinov, kot za Ladislava, ki se je bal Sigismundove intervencije v Italiji. Potem ko so Firence vzpostavile diplomatske stike s Sigismundom, je Ladislav sredi maja 1413 odkorakal proti severu. 8. junija so njegove čete osvojile in oplenile Rim in se nato odpravile v Umbrijo in severni Lacij. Ker je bil to očitno njegov naslednji cilj, so ga Firence prehitre s podpisom sporazuma, ki je Ladislavu priznal osvojitev Papeške države. 
Ladislav je julija 1414 zbolel in bil prisiljen na vrnitev v Neapelj, kjer je 6. avgusta 1414 umrl. Govorice, da je bil zastrupljen, ostajajo nedokazane. Bolj verjetno je, da je umrl zaradi okužbe genitalij. Pokopan je v cerkvi San Giovanni a Carbonara, kjer so nad njegovim grobom postavili spomenik. Nasledila ga je njegova sestra Ivana II., zadnja članica starejše anžujske rodbine v Italiji.

## Poroke in otroci
Leta 1393 je pristal na poroko s hčerko osmanskega sultana Bajazida I. v zameno za sultanovo pomoč proti Sigismundu Ogrskem, vendar se poroka ni uresničila zaradi zavrnitve klavzule, ki je predvidevala princesino spreobrnitev v krščanstvo.
Ladislav se je poročil trikrat, najprej s Konstanco Chiaramonte leta 1390. Konstanca je bila hči Manfreda III. Chiaramonteja. Po prevari družine Chiaramonte je bila poroka leta 1392 razveljavljena. 
Drugič se je poročil z Marijo Lusignansko 12. februarja 1403 v Neaplju. Marija je bila hči Jakoba I. Ciprskega. Umrla je 4. septembra 1404. 
Ladislavova tretja žena je bila Marija Enghienska, grofica Lecceja, s katero se je poročil leta 1406. Marija ga je preživela za dvaintrideset let. 
Ladislav v nobenem zakonu ni imel otrok, imel pa je vsaj dva nezakonska otroka: 
- Rejnolda Draškega, naslovnega "princa Capue", in
- Marijo Draško, ki je umrla mlada.